# Álvaro Parra
Álvaro Gonzalo Parra Soto (Concepción, 31 de agosto de 1977) es un violinista chileno.

## Formación
Hijo de Sergio Parra González (1930-2003) y de María Eugenia Soto Cáceres (1948), pianistas, decidió a temprana edad dedicar su vida al violín. Sus primeras lecciones fueron a los siete años con su tía, la violinista Sonia Parra González (1934-2006) y más tarde ingresó al Conservatorio de la Universidad Austral (Chile). Tuvo clases con los maestros Manuel Bravo, Jaime de la Jara y Fernando Ansaldi y en 1996 viajó a Berlín (Alemania) donde continuó sus estudios en la Escuela Superior de Música "Hanns Eisler" Berlin con los profesores Stephan Picard y Michael Mücke.
Entre 2002 a 2004 integró la Academia Karajan de la Orquesta Filarmónica de Berlín.

## Regreso a Chile
El año 2005 regresó a Chile, donde asumió la Dirección de la Orquesta de Cámara de la Universidad Católica de Chile y la Cátedra de Violín, dejada por su maestro Fernando Ansaldi.
Como solista ha actuado Álvaro Parra en repetidas ocasiones. En 2007 recibió junto al chelista Emmanuel Lopez el premio Victor Tevah al mejor solista nacional de la Temporada 2007. En mayo de 2008 tocó el Concierto para violín de Bela Bartók junto a la Orquesta Sinfónica de Concepción.  
Desde 2008 reside nuevamente en Berlín. Luego de ser miembro durante 5 años de los primeros violines en la Orquesta del Konzerthaus Berlin (ex Berliner-Sinfonie Orchester BSO), desde septiembre de 2013 se incorpora como miembro de planta a los primeros violines de la Orquesta Filarmónica de Berlín.